# Leonardo García Alarcón
Leonardo García-Alarcón (* 5. August 1976 in La Plata) ist ein  argentinischer Dirigent, Cembalist und Organist, der hauptsächlich im Bereich Historische Aufführungspraxis tätig ist.

## Leben
Leonardo García-Alarcón erhielt seinen ersten Klavierunterricht im Alter von sechs Jahren. Mit 15 Jahren wurde er Mitglied des Ensembles Toccata Instrumentale, welches auf historischen Instrumenten spielte. Diese Erfahrung machte es ihm möglich, sich mit der Praxis des Generalbassspieles vertraut zu machen. Parallel dazu begann er seine Klavierstudien am Konservatorium seiner Heimatstadt La Plata. Erste Erfahrungen als Dirigent machte er als Leiter des Orchesters der Nationaluniversität La Plata. Er ergänzte seine Studien um das Fach Orgel und Cembalo. Nach dem Erhalt des Diploms kam Leonardo García ans Konservatorium von Genf in die Klasse von Christiane Jaccottet, gleichzeitig besuchte er theoretische Kurse am Centre de Musique Ancienne de Genève (Zentrum für alte Musik) und wurde Mitglied des Ensemble Elyma unter Gabriel Garrido, der ihn zu seinem Assistenten an der Hochschule machte. 2003 erhielt er das Diplom des „Maestro al Cembalo“ (Ensembleleitung am Cembalo) in der Klasse von Alfonso Fedi.
1999 gründete er in Genf die Cappella Mediterranea, die sich in der Interpretation spanischer und lateinamerikanischer Barockmusik spezialisierte, sie erhielten zahlreiche Einladungen zu mehreren renommierten Alte-Musik-Festivals und 2003 folgte eine erste CD-Einspielung mit andalusischer Barockmusik aus dem Mexiko des 17. Jahrhunderts.
Seit 2005 trat er vermehrt mit dem belgischen, durch die Violinistin Stéphanie de Failly gegründeten Ensemble Clematis in Erscheinung, mit dem er mehrere Einspielungen vornahm, so je einen Tonträger mit Werken von Nicolaus à Kempis, Carolus Hacquart, Carlo Farina Girolamo Frescobaldi, Matheo Romero und Giovanni Legrenzi. Im gleichen Jahr wurde er Mitgründer und künstlerischer Leiter des Genfer Ensembles La Nouvelle Menestrandie. Er gründete außerdem in seiner argentinischen Heimatstadt das Barockorchester Bach de La Plata, welches junge Musiker an die historische Aufführungspraxis heranführen soll.
Als Kammermusikpartner sind der Cellist Christophe Coin, der Gambist Andrea di Carlo, der Fagottist Sergio Azzolini, die Geiger Manfredo Kraemer und Chouchane Siranossian unter vielen anderen zu erwähnen. Bereits mit dem Ensemble Elyma nahm er 1996 erstmals am Festival von Ambronay teil, bei dem er inzwischen „Artiste en résidence“ ist.
Als Musikwissenschaftler konnte er 2005 anhand von Manuskripten nachweisen, dass einzelne, bisher dem jungen Wolfgang Amadeus Mozart zugeordnete, Arien aus der Feder von Niccolò Piccinni stammten.
Leonardo García-Alarcón ist seit 2008 künstlerischer Leiter der Oper von Monte-Carlo und Honorarorganist mehrerer Kirchen in Genf. Für das Label Ambronay machte er 2008 mit der Cappella Mediterranea Aufnahmen von unveröffentlichten Motetten und Madrigalen von Peter Philips und Barbara Strozzi. Seit 2010 ist er Chefdirigent des Choeur de chambre de Namur, in Nachfolge von Jean Tubéry. Mit dem Chor und dem Barockorchester Les Agrémens nahm er 2009 das Oratorium Judas Maccabaeus von Händel auf. Eine Aufführung und Einspielung des Oratoriums Il diluvio universale von Michelangelo Falvetti und ein Zyklus mit bislang unbekannten Werken des römischen Komponisten Giovanni Giorgi, erschienen 2011. Ab 2012 widmete er sich Falvettis Oratorium Il Nabucco. Es folgten mit Elena, Eliogabalo, Erismena und Giasone mehrere Produktionen von Opern Francesco Cavallis. 2018 wurde an der Opéra de Dijon Antonio Draghis Oper Aun vencido, vence Amor, ò El Prometeo präsentiert, deren verschollenen dritten Akt er aus diesem Anlass vollständig neu komponierte.
Seit 1999 ist García-Alarcón Dozent für Cembalo und seit 2004 Professor der Generalbassklasse und der Gesangsklasse „Alte Musik“ am Centre de Musique Ancienne de Genève.

## Privates
Leonardo García-Alarcón ist verheiratet mit der Sopranistin Mariana Flores (* 1980 in Mendoza, Argentinien). Zusammen haben sie die Tochter Lucia.